# دانيال هيتشكوك
دانيال هيتشكوك هو سياسي أسترالي، ولد في 3 يناير 1908، وتوفي في 1 أبريل 1996. انتخب عضو المجلس التشريعي التاسماني ‏.